# NGC 72
Az NGC 72 egy spirálgalaxis az Andromeda (Androméda) csillagképben.

## Felfedezése
Az NGC 72 galaxist William Parsons fedezte fel 1855. október 7-én.

## Tudományos adatok
A galaxis 7259 km/s sebességgel távolodik tőlünk.